# باشگاه فوتبال هیبرنیانز
باشگاه فوتبال هیبرنیانز (انگلیسی: Hibernians F.C.) یک باشگاه فوتبال در پائولا، مالت است.
آنها تنها باشگاه فوتبال مالت هستند که هرگز از لیگ برتر و سطح اول فوتبال مالت سقوط نکرده‌اند.